# Cudowronka czerwona
Cudowronka czerwona (Paradisaea rubra) – gatunek średniej wielkości ptaka z rodziny cudowronek (Paradisaeidae). Występuje na czterech wyspach nieopodal północno-zachodniego wybrzeża Nowej Gwinei. Narażony na wyginięcie.

## Taksonomia
Po raz pierwszy gatunek opisał François Marie Daudin w 1800. Autor nie odnotował, skąd dokładnie pochodził holotyp, wspomniał jedynie, że „bez wątpienia” (fr. sans doute) cudowronki czerwone zamieszkują Nową Gwineę. Nie było to prawdą; holotyp pochodził z wyspy Waigeo. Daudin nadał nowemu gatunkowi nazwę Paradisea rubra. Obecnie (2020) Międzynarodowy Komitet Ornitologiczny podtrzymuje tę nazwę. Uznaje cudowronkę czerwoną za gatunek monotypowy. Autorzy HBW również nie wyróżniają podgatunków.
W 1809 George Shaw opisał cudowronkę czerwoną pod nazwą Paradisaea sanguinea, nieświadomy wcześniejszego opisania gatunku przez Daudina. Uważał, że pierwszy był Louis Jean Pierre Vieillot, który jednak nadał temu ptakowi wyłącznie nazwę zwyczajową. W 1876 Tommaso Salvadori wydzielił cudowronkę czerwoną do nowo opisanego rodzaju Uranornis.

### Ewolucja
Cudowronka czerwona wraz ze złotogrzbietą (P. decora) są nieco starszymi gatunkami od nizinnych cudowronek z Nowej Gwinei, które oddzielały się w plejstocenie. Cudowronka czerwona wyodrębniła się około 4 mln lat temu. Występuje tylko na wyspach na północ od cieśniny Sagewin rozdzielającej wyspy Batanta i Salawati, podobnie jak latawiec krasnogrzbiety (Cicinnurus respublicus). Tylko na południe od cieśniny Sagewin występuje za to cudowronka mniejsza (P. minor) i latawiec złotogrzbiety (C. magnificus). Prawdopodobnie więc do specjacji tych dwóch par gatunków (P. rubra i P. minor oraz C. respublicus i C. magnificus) przyczyniła się bariera w postaci tej niewielkiej, jednak głębokiej cieśniny. Według badań genetycznych, których wyniki opublikowano w 2009, cudowronki: czerwona i złotogrzbieta są gatunkami siostrzanymi. Wcześniej sugerowano, że cudowronka czerwona to gatunek siostrzany wobec cudowronki białopiórej (P. guilielmi). Przedstawicieli tych dwóch gatunków wyróżnia kilka unikatowych na tle rodzaju cech morfologicznych.
U cudowronek czerwonych jako u jednych z nielicznych współczesnych ptaków środkowe sterówki mają chorągiewki o jednolitej powierzchni, przypominają pasek plastiku. Takowe występowały u konfuciuzornisów (Confuciusornis) i Protopteryx. Być może u cudowronek czerwonych jest to cecha prymitywna i przetrwała w wyniku neotenii.

## Morfologia
Długość ciała samca wynosi około 33 cm (bez ozdobnych części ogona, które przypominają spiralnie skręcone czarne plastikowe tasiemki i mają przeciętną długość 56 cm przy szerokości 3–4 mm), samicy – 30 cm; masa ciała samca: 158–224 g, samicy: 115–208 g.
U samca przód głowy (po okolice za okiem) i gardło mają zielony opalizujący kolor. Broda czarna. Nad każdym z oczu znajduje się połać zielonych, podobnych do łusek piór, które samiec może nastroszyć; nadaje to głowie nietypowy kształt. Tył głowy, kark i płaszcz opalizujące, żółtopomarańczowe. Pozostała część wierzchu ciała ma barwę brązową, podobnie jak skrzydła. Jedynie jego zgięcie i pokrywy skrzydłowe są żółtopomarańczowe. Pióra w górnej części piersi pomarańczowożółte, po jej bokach nieco dłuższe. Niższa część piersi ciemnobrązowa, brzuch i pokrywy podogonowe nieco jaśniejsze. Pióra nitkowate po bokach ciała nie są tak długie, jak u innych przedstawicieli rodzaju. Mają jaskrawą szkarłatną barwę, a ich białawe końcówki sięgają 10–12 cm za ogon. Wyróżnia je sztywność i wygięty kształt, który utrzymuje się niezależnie od przyjmowanej przez ptaka pozycji. Tęczówka jest czerwonobrązowa (nie żółta jak u większości cudowronek Paradisaea), dziób – żółty (u większości innych przedstawicieli rodzaju jest szaroniebieski), nogi – niebieskawoszare.
Samica ma przód głowy i gardło ciemnobrązowe (czekoladowobrązowe). Tylna część ciemienia i kark płowożółte. Wierzchnie partie ciała ciemnobrązowe. Pokrywy skrzydłowe wyróżniają szerokie płowożółte obrzeżenia. W górnej części piersi żółte pióra układają się w kształt przepaski, która łączy się z płowożółtym obszarem z tyłu głowy. Środkowa para sterówek ma węższy i bardziej zaostrzony kształt. Wygląd osobników młodocianych w naturze jest nieznany.

## Zasięg występowania
Cudowronki czerwone występują na wyspach u wybrzeża północno-zachodniej Nowej Gwinei, na których są jedynymi przedstawicielami rodzaju Paradisaea. Ich zasięg występowania według szacunków BirdLife International zajmuje około 9,4 tys. km². Zamieszkują Waigeo, Gemien, Saonek i Batanta, prawdopodobnie również Gam (Beehler i Pratt, 2014 i 2016, podają to jako pewne siedlisko, nie wspominając o prawdopodobnym występowaniu, podobnie jak Gregory, 2020).

## Ekologia i zachowanie
Środowiskiem życia cudowronek czerwonych są położone na nizinach i terenach pagórkowatych lasy i ich obrzeża. Odnotowywane były od poziomu morza do 600 m n.p.m. Przebywają zwykle w koronach drzew. Skład pożywienia mało poznany, wiadomo o owocach i stawonogach. Obserwowano osobniki w niewoli, gdy te odłupywały korę z martwych gałęzi i szukały owadów w miękkim drewnie pod spodem lub przynosiły uschnięte liście albo kawałki bambusa na gałąź, gdzie rozkładały je, poszukując owadów.

### Lęgi
Samice w kondycji rozrodczej odławiano od września do października. Toki obserwowano przynajmniej w lipcu i wrześniu. Samce tokują grupowo. Informacje dotyczące gniazd i jaj pochodzą wyłącznie w niewoli. Samica sama buduje gniazdo i wysiaduje, co jest typowe dla cudowronek. Zniesienie liczy 1 lub 2 jaja. Inkubacja trwa 14–17 dni. Młode opuszczają gniazdo około 15–20 dni po wykluciu. W 1988 w Bronx Zoo po raz pierwszy przeprowadzono pomyślny odchów młodych od wyklucia do opierzenia w niewoli. Z 16 złożonych jaj zapłodnionych było 10. Cztery pisklęta umarły – dwa prawdopodobnie wskutek agresji ze strony samicy, trzecie po 2 dniach życia z powodu zakażenia Aeromonas, a czwarte po około 4 miesiącach życia wskutek infekcji Aspergillus. Pisklęta wykluły się z różową nagą skórą. Po blisko 3 dniach życia skóra pociemniała i uzyskała szaroniebieską barwę, do tego zaczęły pojawiać się zalążki piór. Około 6. dnia życia młode zaczęły otwierać oczy. Po 3 tygodniach życia były w pełni opierzone.

## Status i zagrożenia
IUCN uznaje cudowronkę czerwoną za gatunek bliski zagrożenia wyginięciem (NT, Near Threatened) nieprzerwanie od 1988 roku (stan w 2020). BirdLife International uznaje trend liczebności populacji za prawdopodobnie spadkowy. Zagrożeniem dla tych ptaków jest niszczenie środowiska ich życia poprzez wylesianie. W połowie lat 90. XX wieku pojawiły się wątpliwości związane z koncesją na wydobycie kobaltu na Waigeo. Przynajmniej pod koniec tej dekady lokalnie cudowronki czerwone odławiano jeszcze dla ozdobnych piór i być może na handel żywymi osobnikami. Tolerancja cudowronek czerwonych na wycinkę jest nieznana.